# Chilatherina
Chilatherina is een geslacht van straalvinnige vissen uit de familie van de regenboogvissen (Melanotaeniidae).

## Soorten
- Chilatherina alleni Price, 1997
- Chilatherina axelrodi Allen, 1979
- Chilatherina bleheri Allen, 1985
- Chilatherina bulolo Whitley, 1938
- Chilatherina campsi Whitley, 1957
- Chilatherina crassispinosa Weber, 1913
- Chilatherina fasciata Weber, 1913
- Chilatherina lorentzii Weber, 1907
- Chilatherina pricei Allen & Renyaan, 1996
- Chilatherina sentaniensis Weber, 1907